# Филипп Антиохийский
Фили́пп Антиохи́йский (ум. 1226) — принц Антиохийский и король Киликийского армянского царства, в котором был мужем-соправителем армянской царицы Забел. Являлся 11-м по счету правителем Киликии.

## Биография
Филипп Антиохи́йский был одним из младших детей Боэмунда IV и Плэсанс де Жильбер.
После смерти царя Киликийского армянского царства Левона, наследницей государства стала несовершеннолетняя принцесса Забел. C целью укрепления государства её регентом было решено выдать Забел замуж за Филиппа.
Главным условием при заключении брака являлось требование регента Константина о принятии женихом армянского вероисповедания и уважительного отношения к армянским традициям. Филипп согласился, после чего в июне 1222 года в Сисе состоялось бракосочетание Филиппа Антиохиского и Забел.
Новоиспеченный муж был признан принц-консортом Киликии. Однако Филипп не сдержал своего обещания. Задевая национальные чувства армян, он пренебрежительно относился к армянским традициям. При этом, проводя большую часть своего времени в Антиохии, Филипп открыто покровительствовал латинским баронам. Действия Филиппа вызвали недовольство как у народа, так и у знати Киликийского царства. В результате спустя три года он был свергнут, заточён в тюрьму и через два года отравлен.